# رحلات الفضاء الخاصة

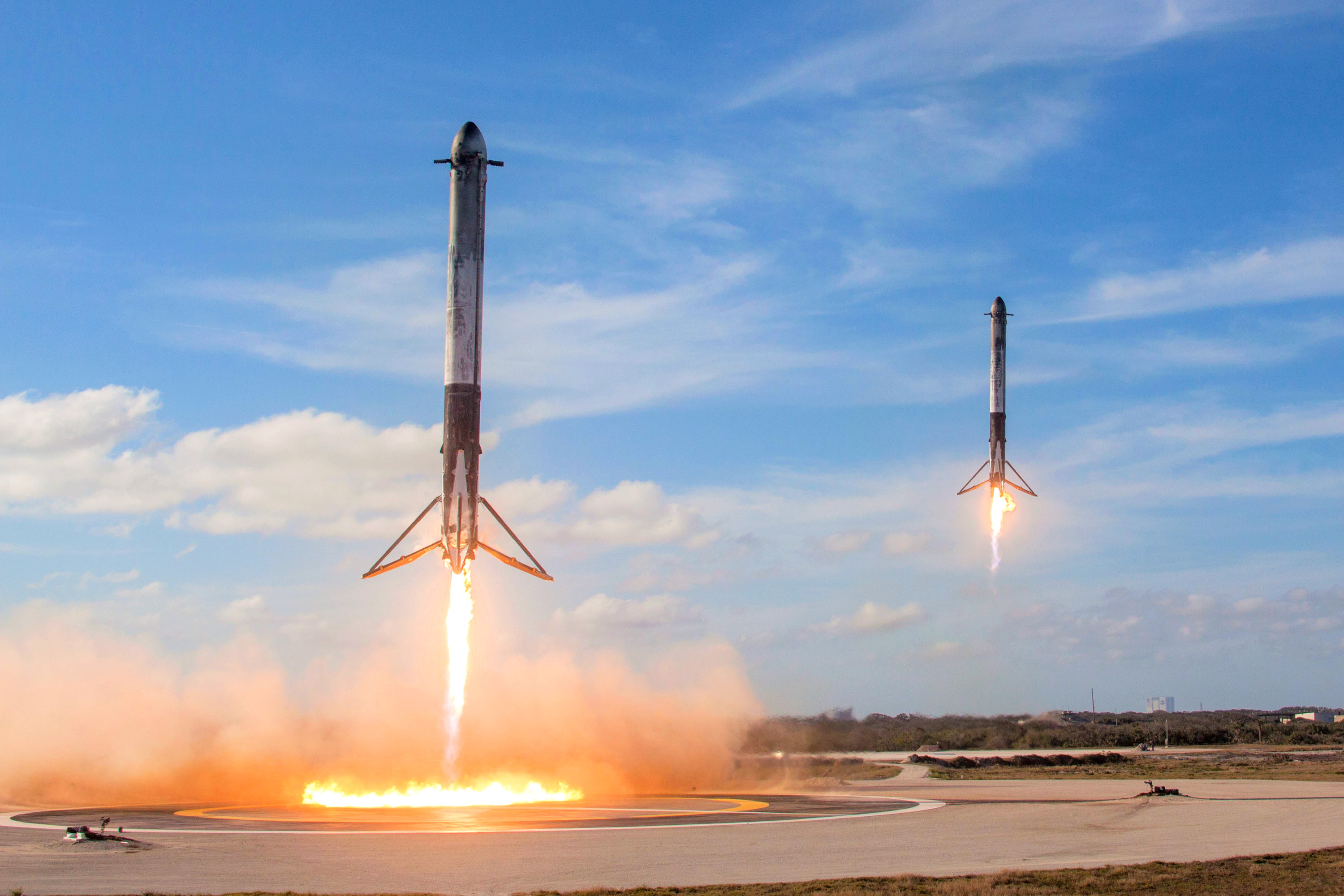
رحلة خاصة إلى الفضاء

رحلات الفضاء الخاصة هي رحلات الفضاء أو تطوير تكنولوجيا رحلات الفضاء التي يتم إجراؤها ودفع تكاليفها من قبل كيان آخر غير وكالة حكومية.
في العقود الأولى من عصر الفضاء، كانت وكالات الفضاء الحكومية في الاتحاد السوفيتي والولايات المتحدة رائدة في تكنولوجيا الفضاء بالتعاون مع مكاتب التصميم التابعة في الاتحاد السوفيتي والشركات الخاصة في الولايات المتحدة، وتُمول تطوير تقنيات رحلات الفضاء الجديدة والتكاليف التشغيلية للرحلات الفضائية. وقع تشكيل وكالة الفضاء الأوروبية في عام 1975، باتباع نفس النموذج لتطوير تكنولوجيا الفضاء. ومع ذلك، أصبح أريان سبيس أول مزود لخدمات الإطلاق لدواعي تجارية في العالم في أوائل الثمانينيات.